# König-Albert-Denkmal (Freital)

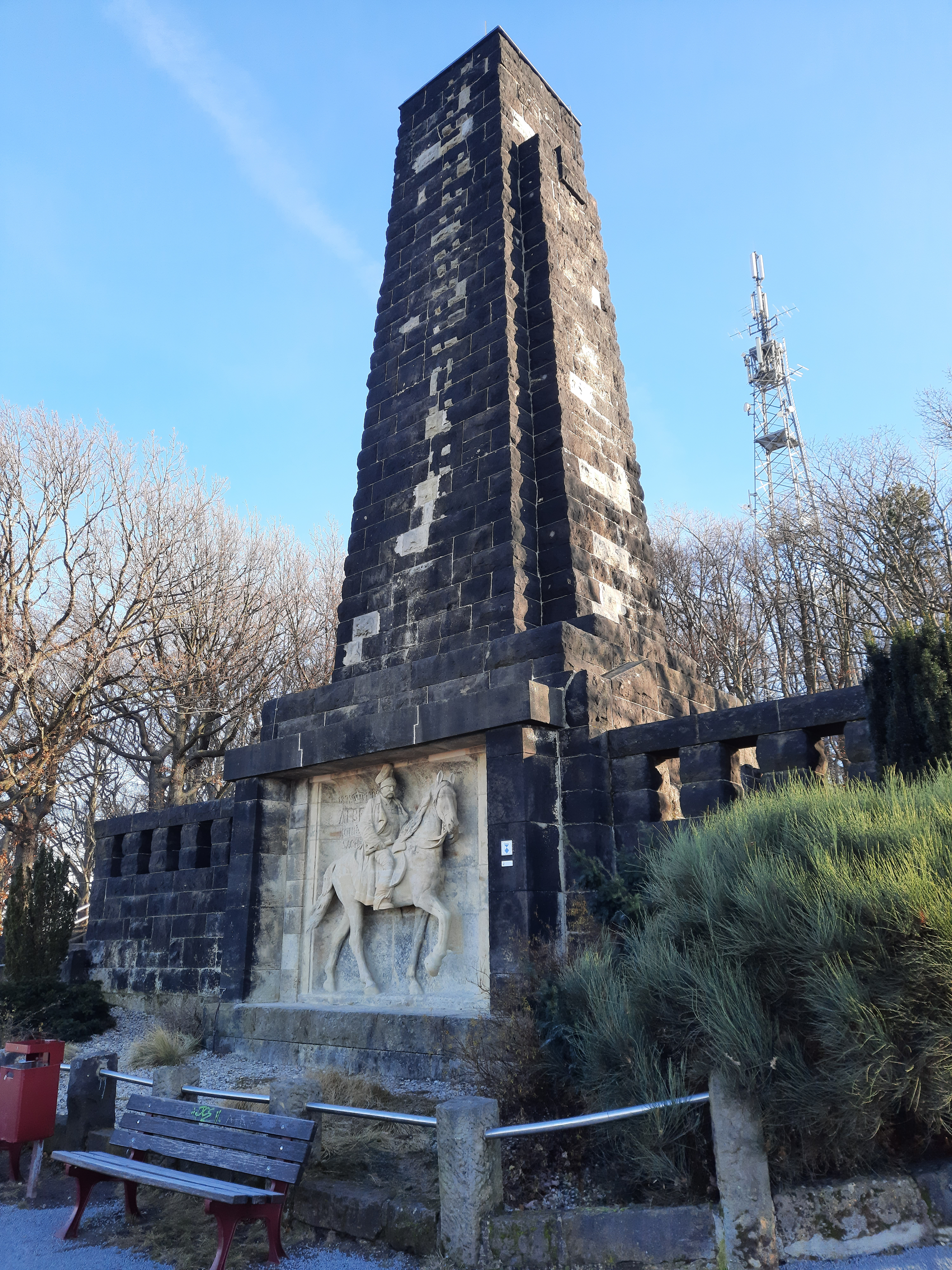
Vorderseite des Denkmals, 2021

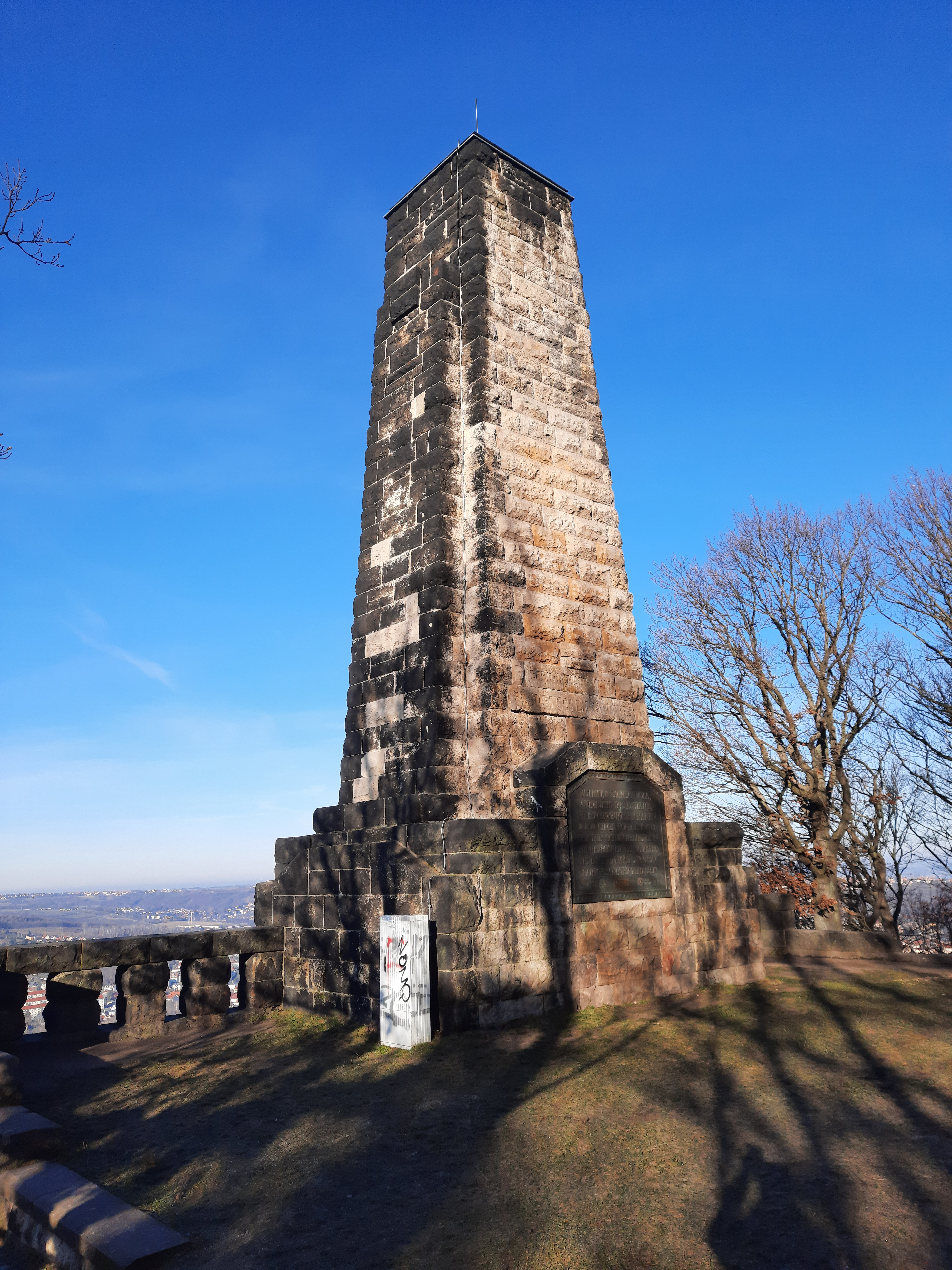
Rückseite, 2021

Das König-Albert-Denkmal ist ein siebzehn Meter hoher Obelisk aus Sandstein auf dem Windberg in Freital. Das aufgrund seiner Lage auch Windbergdenkmal genannte Bauwerk wurde 1903/04 zu Ehren Alberts von Sachsen (1828–1902) errichtet und steht unter anderem aufgrund seiner ortshistorischen Bedeutung unter Denkmalschutz.

## Lage und Gestaltung
Das Denkmal liegt im Stadtteil Burgk an der Westseite des Windbergplateaus auf etwa 351 m ü. NHN und ist dem Döhlener Becken zugewandt, in dem sich die zentralen Stadtteile Freitals entlang der Weißeritz befinden. Es ist aus Richtung Osten über den Weg vom ehemaligen Windbergschacht-Huthaus aus erreichbar. Das Denkmal flankieren ein Aussichtspunkt ins Döhlener Becken mit Sitzgelegenheiten und ein Gedenkstein an die Leistungen der Bergmänner des Bergbaureviers im Döhlener Becken. Dieser trägt folgende Inschrift, die auf Hellmuth Heinz zurückgeht:

„SIEHE, WANDERER, INS TAL, WIE ES,

ERFÜLLT VON STREBEN.

AUS DES BERGMANNS FLEISS ENTSTAND

UND LEBT ES BIS HEUTE.“

Der Obelisk ist aus Bannewitzer Sandstein gefertigt und hat eine Höhe von 17 Metern. Auf der dem Tal zugewandten Seite ist ein Relief Alberts zu Pferde angebracht. Die gegenüberliegende Seite des Denkmals trägt nennt das Jahr der Errichtung, eine Bronzetafel zeigt die Inschrift:

„BETRITT, O SACHSENVOLK,

ANDÄCHTIG DIESE STÄTTE,

SIE IST GEWEIHT DEN MANEN

EINES KÖNIGS,

DER DEUTSCHEN HELDENSINN

MIT HERRSCHERTREU VERBAND

UND SEINEM VOLKE WAR EIN

GOTTGESANDTER FÜHRER.“

Inschriften am König-Albert-Denkmal
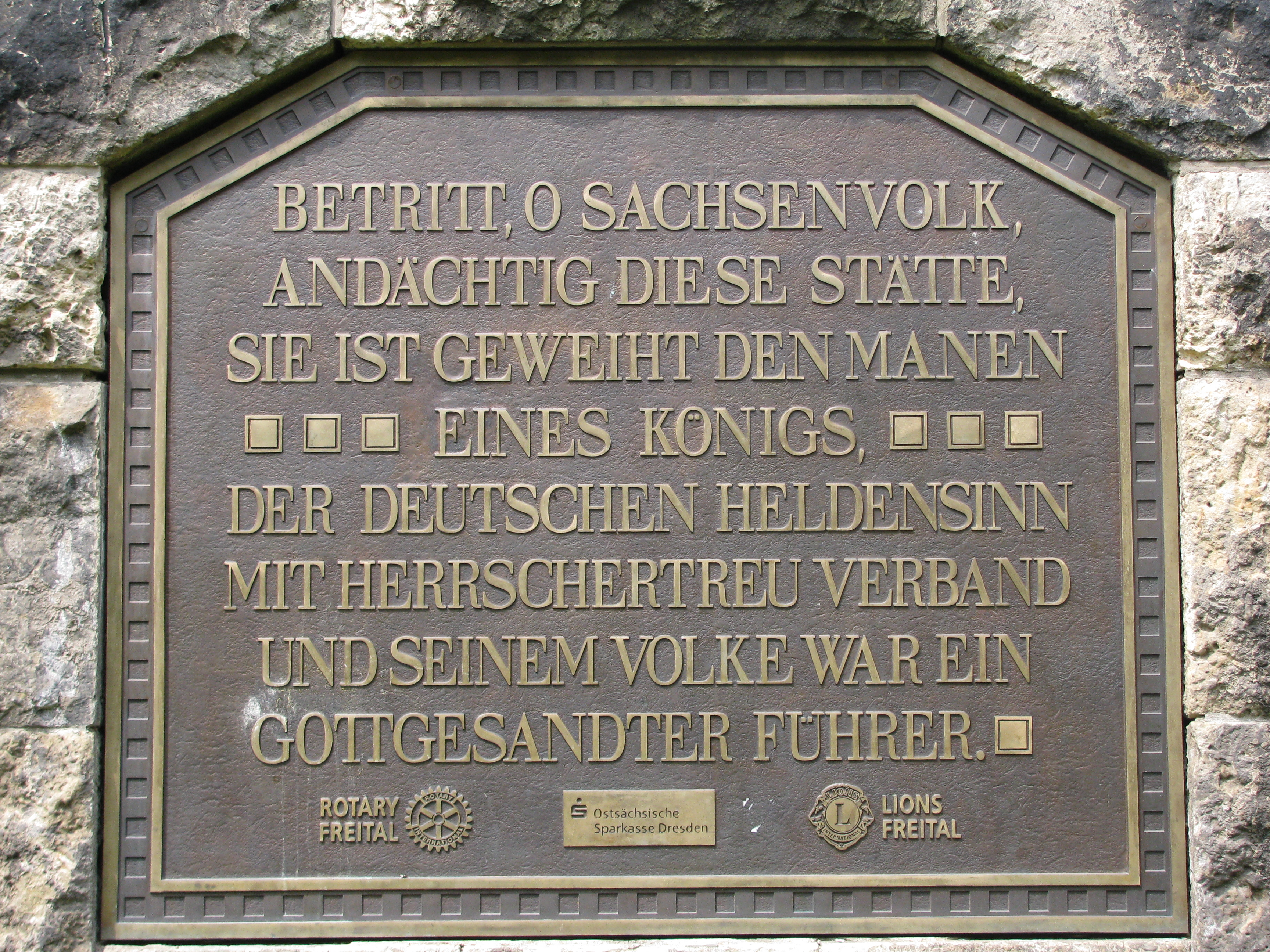
Bronzetafel auf der Rückseite
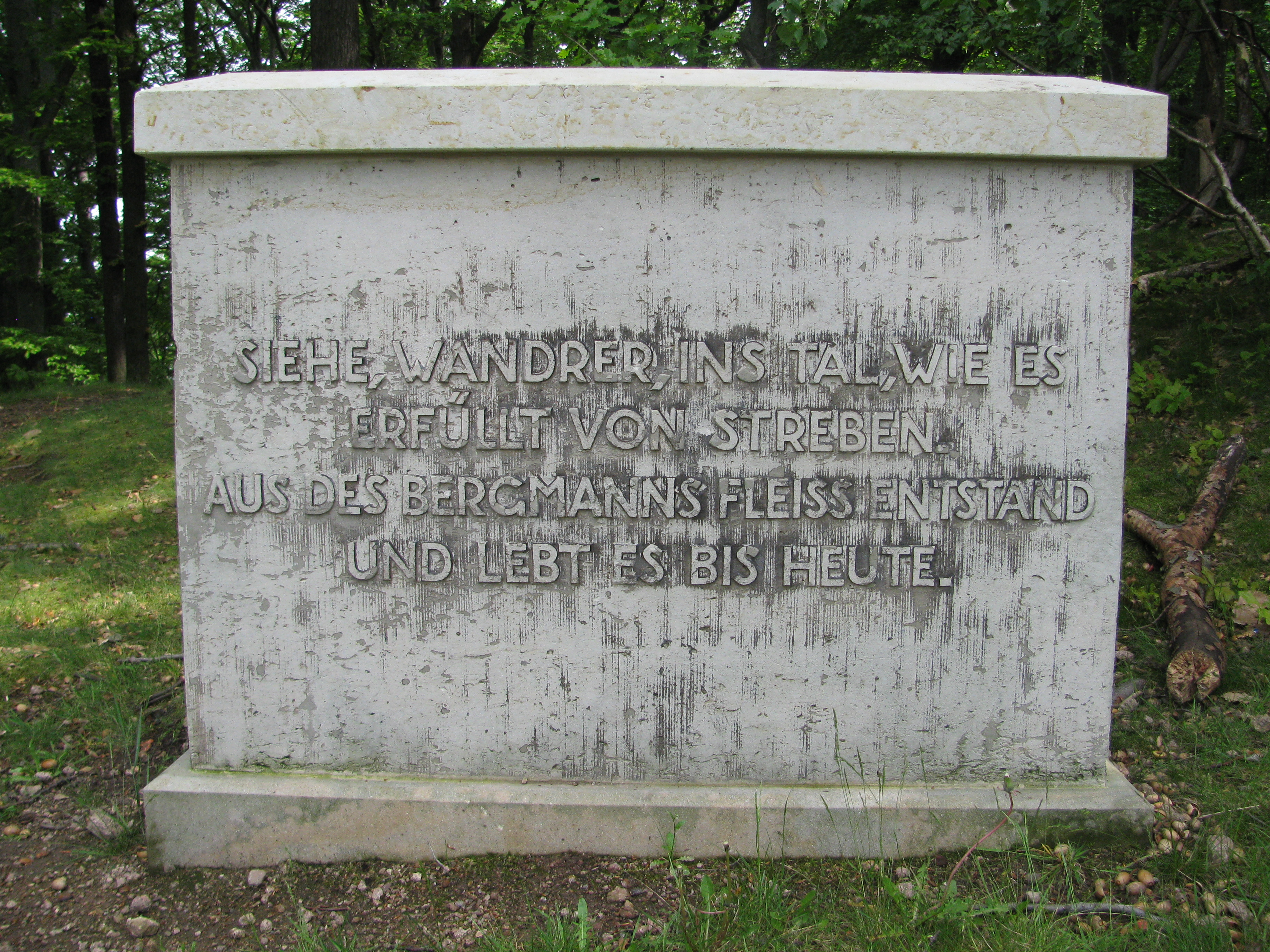
Gedenkstein an Bergleute

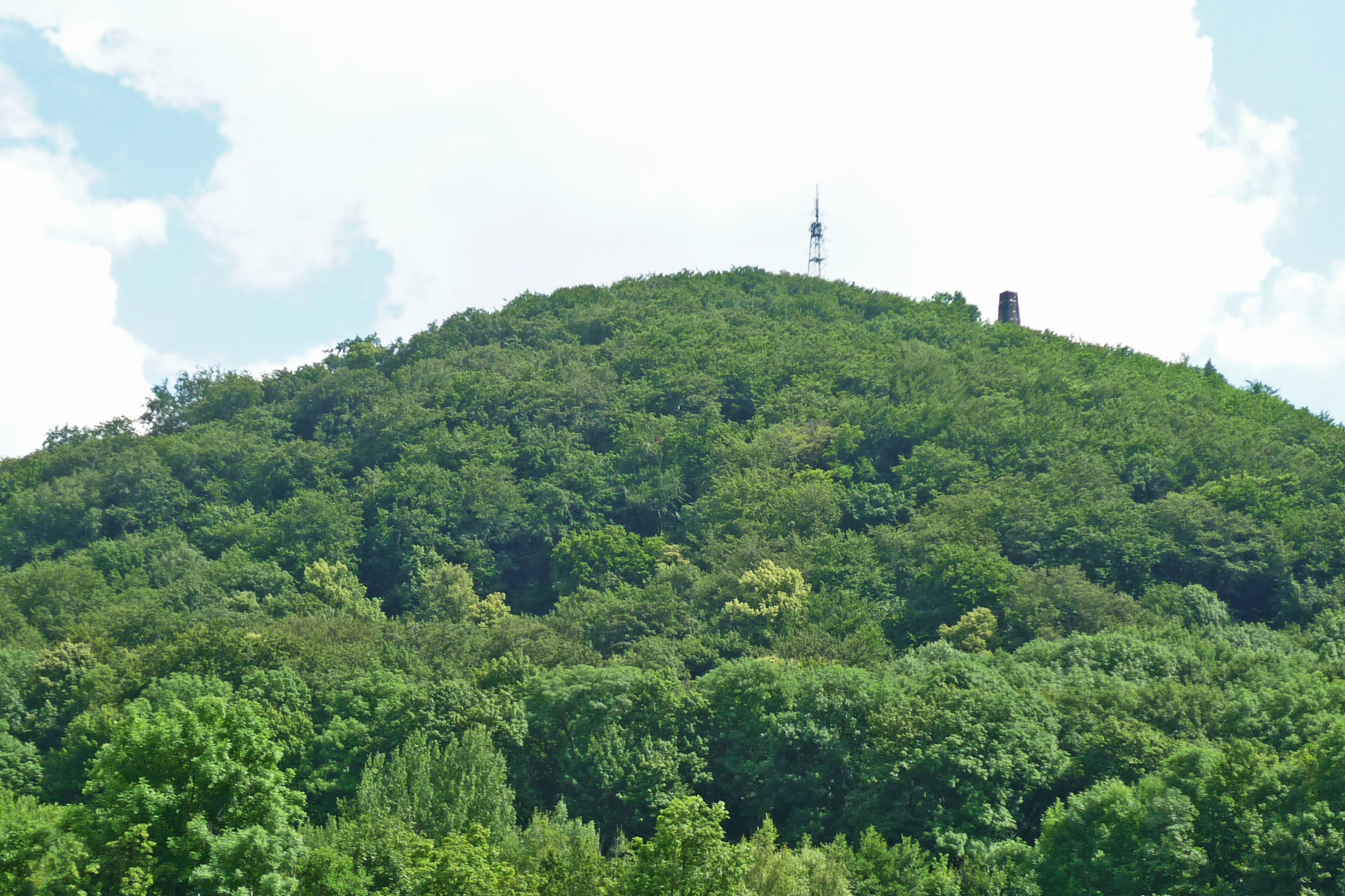
Blick zum Windberg mit dem Denkmal

Durch seine exponierte Lage an der stadtzugewandten Seite des Freitaler Hausbergs Windberg ist das Denkmal von weitem zu erkennen und hat sich somit zu einem Wahrzeichen der Stadt entwickelt. In den Abendstunden wird der Obelisk angestrahlt.

## Geschichte
Nach dem Tod Alberts von Sachsen im Juni 1902 bildete der Konservative Verein des Plauenschen Grundes einen Ausschuss unter der Leitung von Ferdinand Max Georgi, dem Direktor des Königlichen Steinkohlenwerks Zauckerode, der mit Spenden die Finanzierung und Errichtung eines Denkmals an den im Volk beliebten König organisierte. Das Denkmal zu Ehren des Monarchen sollte die Dankbarkeit der Bewohner des Plauenschen Grundes für die veranlassten militärischen Hilfeleistungen während des Hochwassers 1897 ausdrücken. Im April 1903 gingen die ersten Vorschläge zur Gestaltung des Denkmals ein, von denen der Entwurf des jungen Dresdner Architekten Max Hans Kühne (1874–1942) zur Realisierung ausgewählt wurde.
Der Bau des Denkmals begann im November 1903. Das Reiterstandbild schuf der Dresdner Bildhauer Heinrich Wedemeyer (1867–1941). Am 18. August 1904 wurde das König-Albert-Denkmal nach dreivierteljähriger Bauzeit enthüllt. Ferdinand Max Georgi hielt die Rede zur Einweihung, die er mit den Worten beendete: „… Wie aber diese Säule hoch sich erhebt über Nebel und Rauch des unter uns liegenden Grundes, so rufe sie uns die Mahnung zu: Reiße Dich los von Verdrossenheit und Nörgelsucht, los von Partei- und Kirchturmspolitik!“
Durch Witterungseinwirkungen beschädigt, wurde das Reiterstandbild 1951 verdeckt. Eine umfassende Sanierung des zu diesem Zeitpunkt über 100 Jahre alten Denkmals konnte in den Jahren 2007 und 2008 unter anderem auch durch private Spenden finanziert werden. Dabei wurde eine neue Bronzetafel auf der Rückseite des Obelisken angebracht. Im Jahr 2021 ließ die Stadt Freital das Reiterstandbild, das nach 1990 wieder freigelegt worden war, instand setzen. Es wurde gereinigt und entsalzt sowie Vierungen (etwa das rechte Vorderbein des Pferds oder der rechte Fuß des Königs) aus Reinhardtsdorfer Sandstein neu gefertigt und angebracht.

Instandsetzung des Denkmals 2007 bis 2021
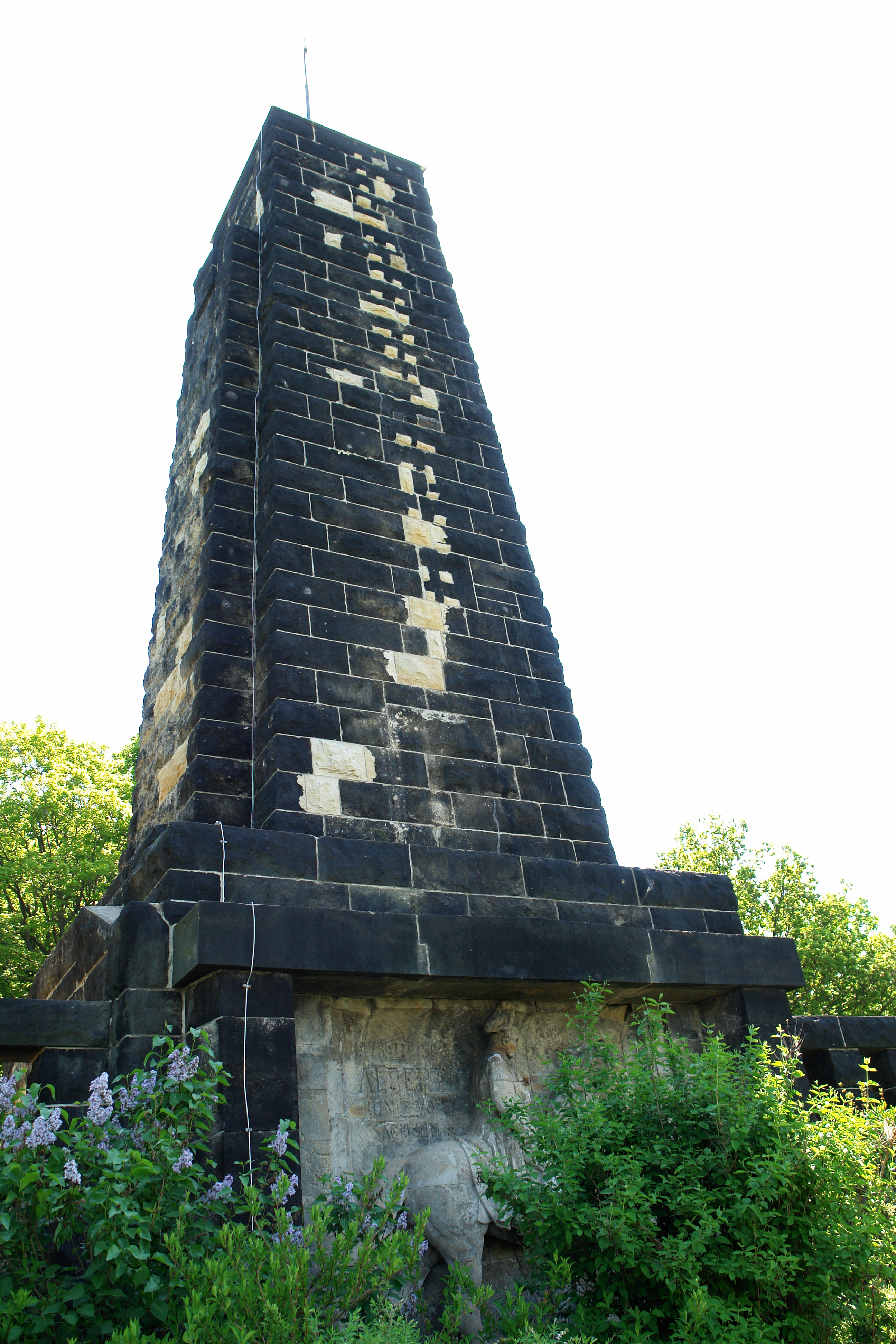
Verwilderte Front, 2008
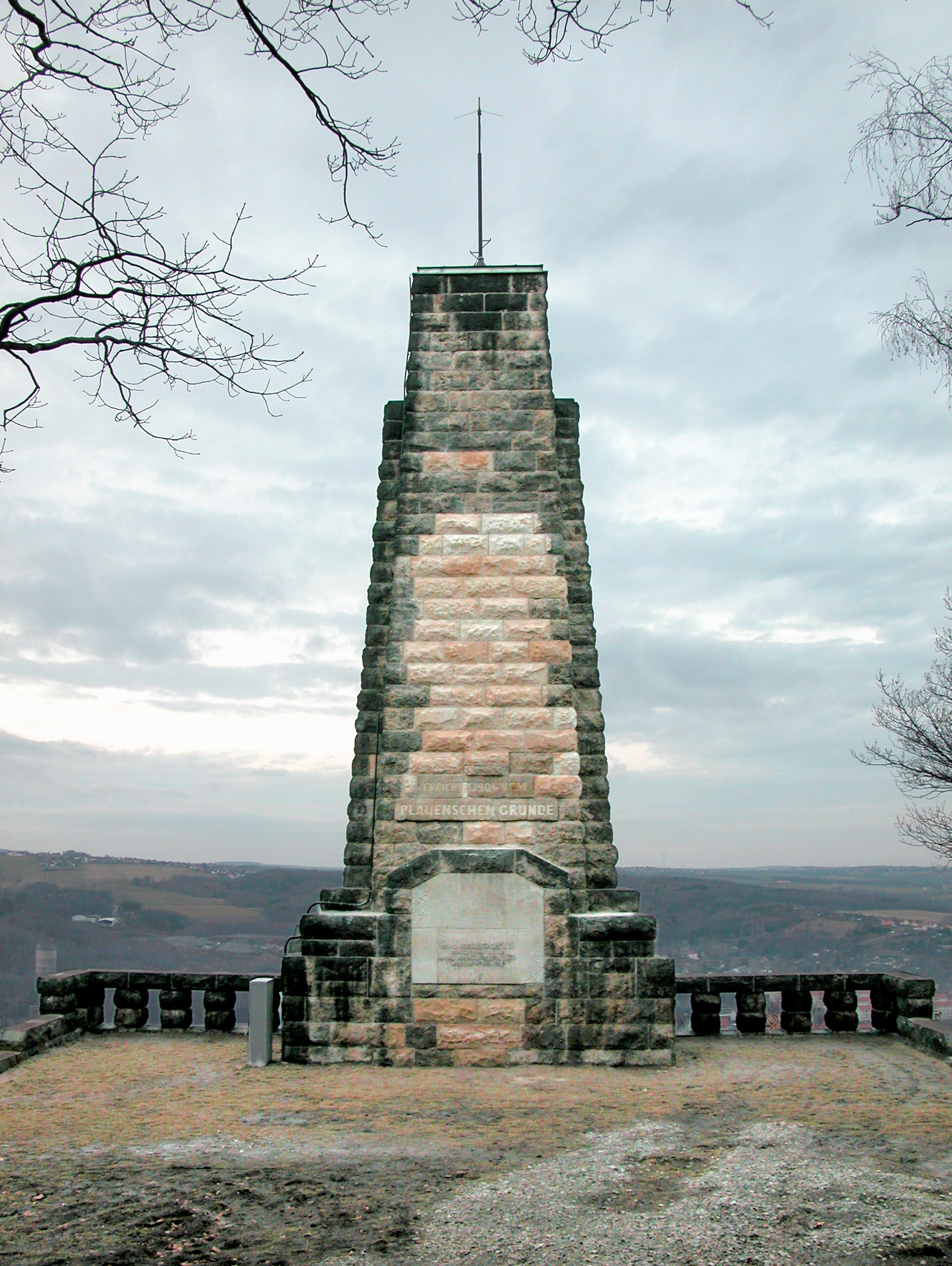
Rückseite ohne Bronzetafel, 2008
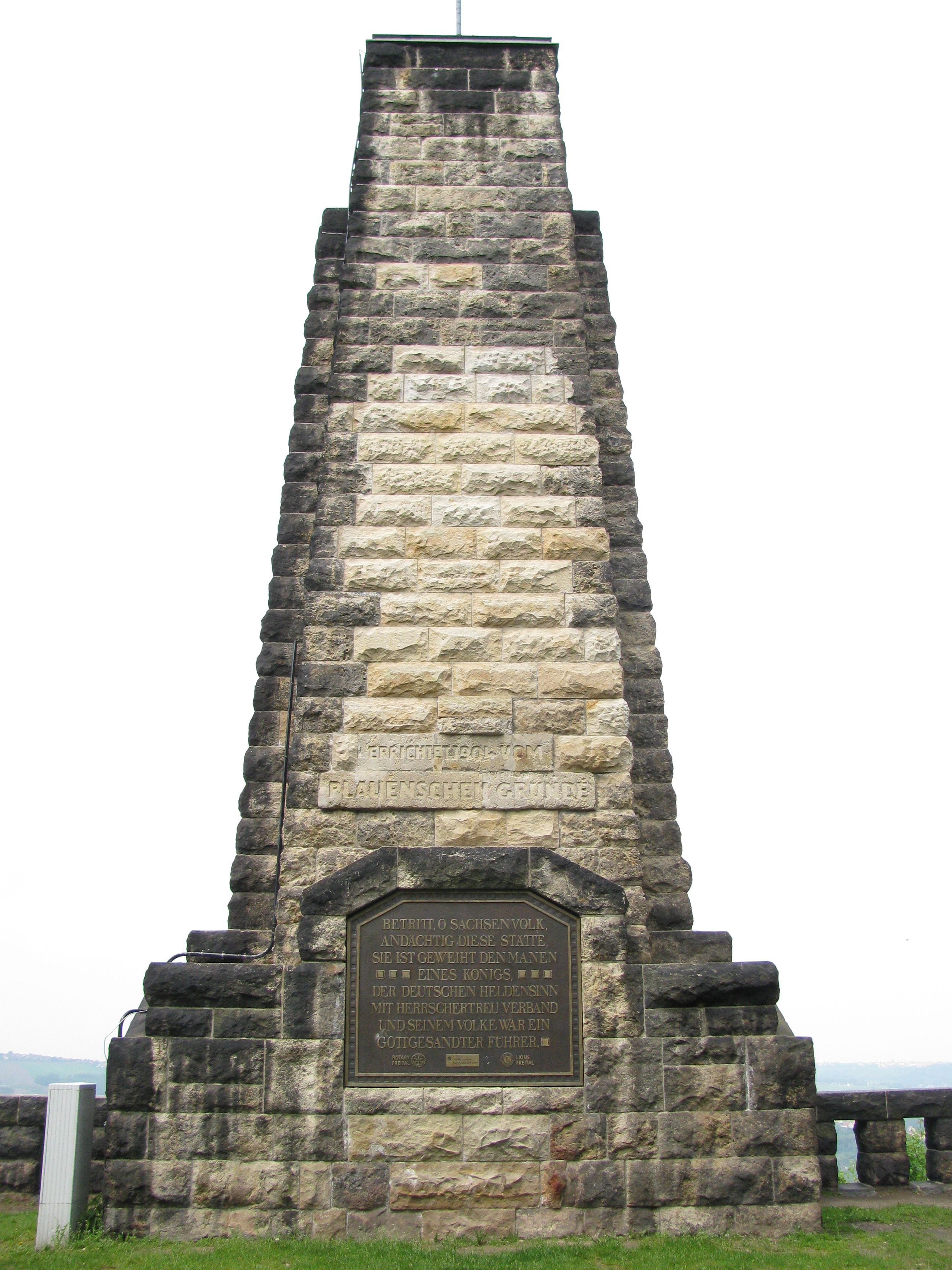
Sanierte Rückseite mit Bronzetafel, 2010
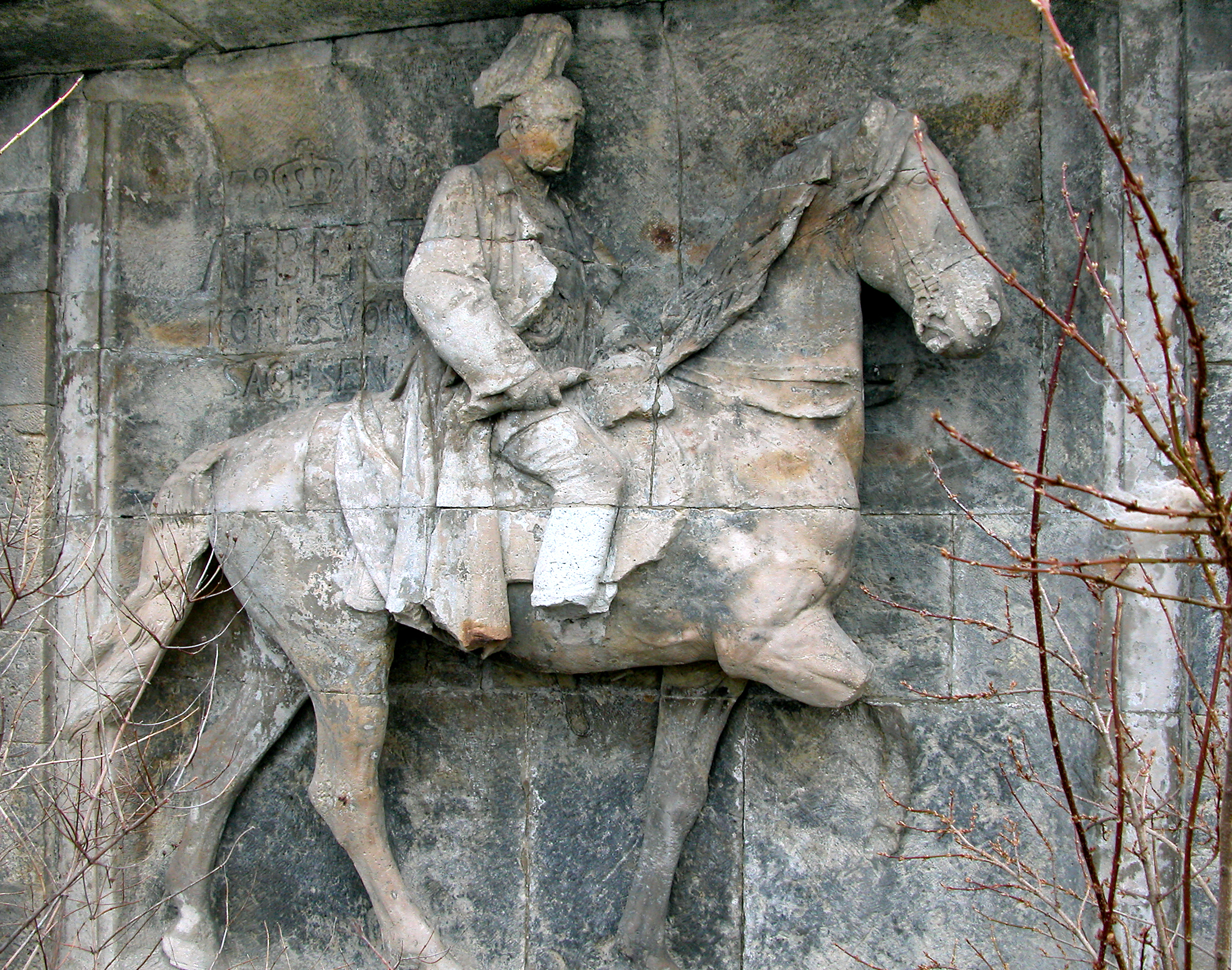
Beschädigtes Relief, 2008
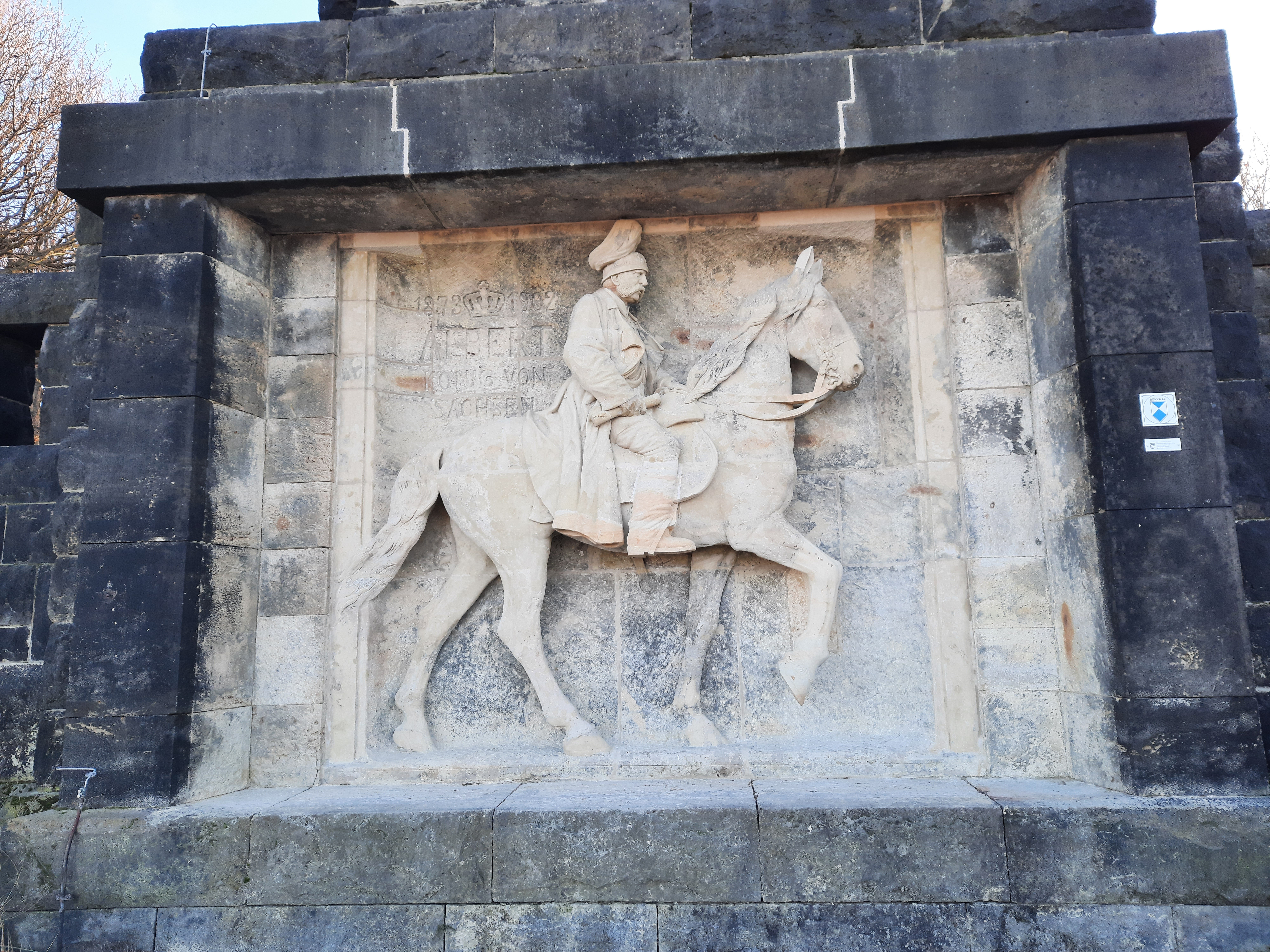
Restauriertes Standbild, 2021